# The Bellboy
The Bellboy (no Brasil, O Mensageiro Trapalhão, em Portugal, Jerry no Grande Hotel), é um filme de comédia de 1960, escrito, produzido, dirigido e protagonizado por Jerry Lewis.

## Sinopse
O filme começa com um executivo cinematográfico apresentando-o. Ele explica que o filme em si não tem uma história centrada, mas que simplesmente mostra Jerry Lewis como Stanley, um mensageiro, que se mete em absurdas situações, se safando delas de uma cena para outra. Stanley não fala, exceto por alguns segundos antes do desfecho do filme.

## Elenco
- Jerry Lewis - Stanley/ Ele mesmo
- Alex Gerry - Sr. Novak, Gerente
- Bob Clayton - Bob
- Milton Berle - Ele mesmo/ Mensageiro